# Andarnas hus
Andarnas hus (spanska La Casa de los Espíritus) är Isabel Allendes debutroman från 1982.
Inledningsvis blev den avvisad av flera spansk-språkiga publicister, men boken blev en omedelbar bästsäljare när den publicerades i Buenos Aires år 1982. Romanen blev kritikerrosad över hela världen och gav Allende världsberömmelse i den litterära världen. Samma år blev romanen utnämnd till Årets Roman i Chile.
Boken skrevs först när Allende fick nyheten om att hennes farfar var döende. Det började som ett brev som i slutändan blev startpunkten till manuskriptet till Andarnas Hus.
Romanen har översatts till över 20 språk världen över.
Romanen filmatiserades 1993 med Jeremy Irons och Meryl Streep i huvudrollerna. På romanen bygger även operan Phantom Palace (uruppförd i New Haven, Connecticut 2003) med musik av Hilda Paredes och libretto av Adriana Díaz Enciso.

## Handling
Berättelsen handlar om familjen Trueba, den berättas ur två protagonister (Esteban och Alba) och innehåller inslag av magisk realism. Vissa läsare påstår att poeten i romanen förmodligen är Pablo Neruda och att kandidaten och presidenten är Salvador Allende.